# サンティアゴ・デ・チレ大学
サンティアゴ・デ・チレ大学（スペイン語: Universidad de Santiago de Chile）は、チリの首都サンティアゴ・エスタシオン・セントラル区に所在する国立大学である。
スペイン語圏南アメリカで唯一大学レベル日本語専攻の存在する大学である。

## 略歴

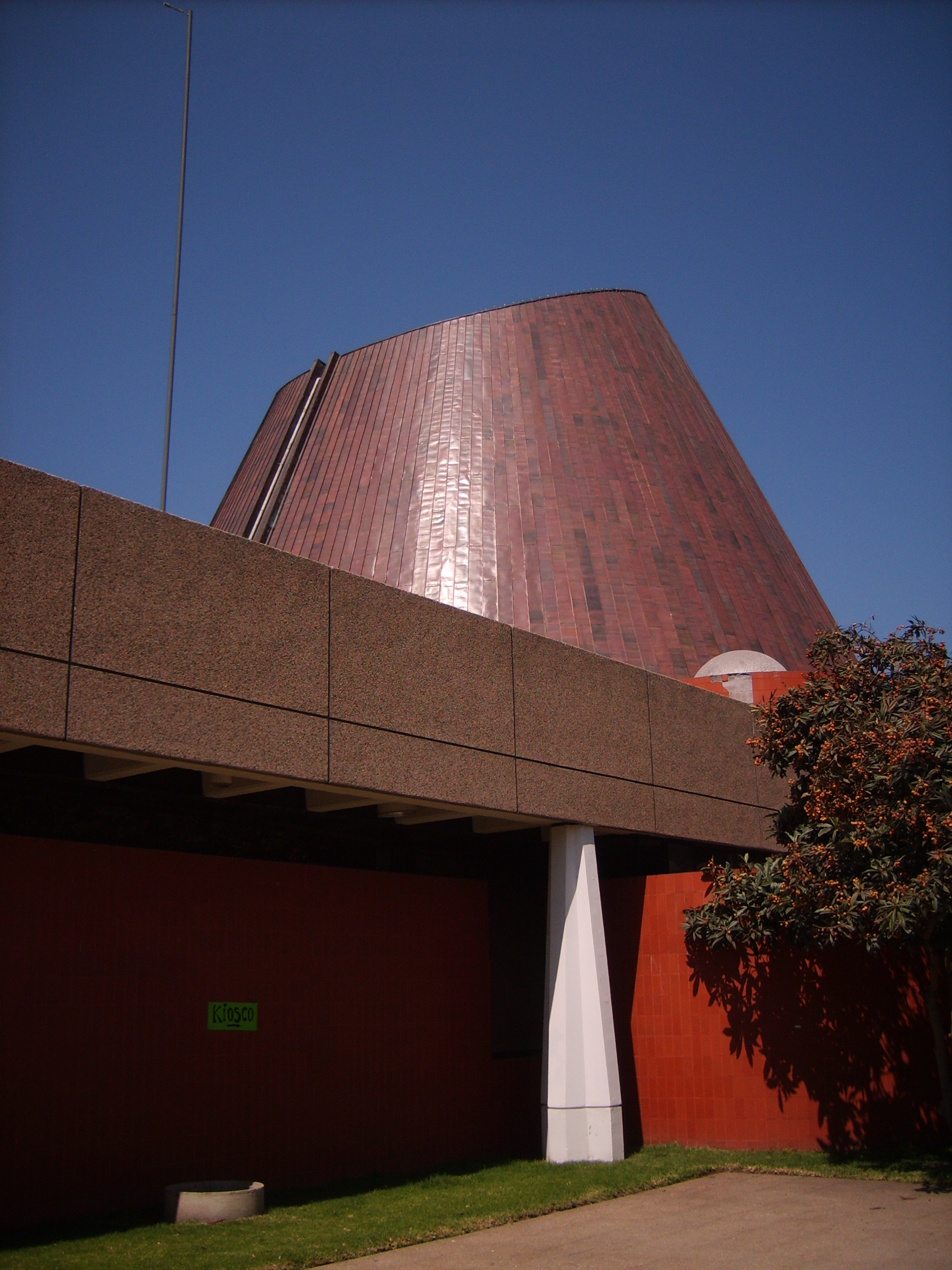
サンティアゴ大学のプラネタリウム

- 1849年 - 大統領マヌエル・ブルネスの政府でEscuela de Artes y Oficiosという名で設立。スペイン語の「芸術と工芸学校」に当たり専修学校で、最初に四つの学問（鍛冶、力学、製錬、木工）があった。
- 1947年 - 大統領ガブリエル・ゴンサレス・ビデラの政府で南北の他の専修学校と併合し、Universidad Técnica del Estadoに改称。
- 1952年 - 最初の基本法が制定され、法的、行政や学術より大学としての動作が発効。初の学長がオクタビオ・ラソ・バレンスエラ。
- 1981年 - アウグスト・ピノチェトの独裁政権での高等教育の改革の結果から、現在の名に改称。
- 1985年 - 大学のプラネタリウムが発足。

## 学部他
- 工学部（Facultad de Ingeniería）
- 経営・経済学部（Facultad de Administración y Economía）
- 化学・生物部（Facultad de Química y Biología）
- 医学部（Facultad de Ciencias Médicas）
- 科学部（Facultad de Ciencia）
- 人文学部（Facultad de Humanidades）
- 技術学部（Facultad Tecnológica）
- 建築学学校（Escuela de Arquitectura）
- 心理学学校（Escuela de Psicología）
- マスメディア学学校（Escuela de Periodismo）
- 産婦人科・育児学学校（Escuela de Obstetricia y Puericultura）
- 芸術・科学の学士号プログラム（Bachillerato）